# Brittiska torget

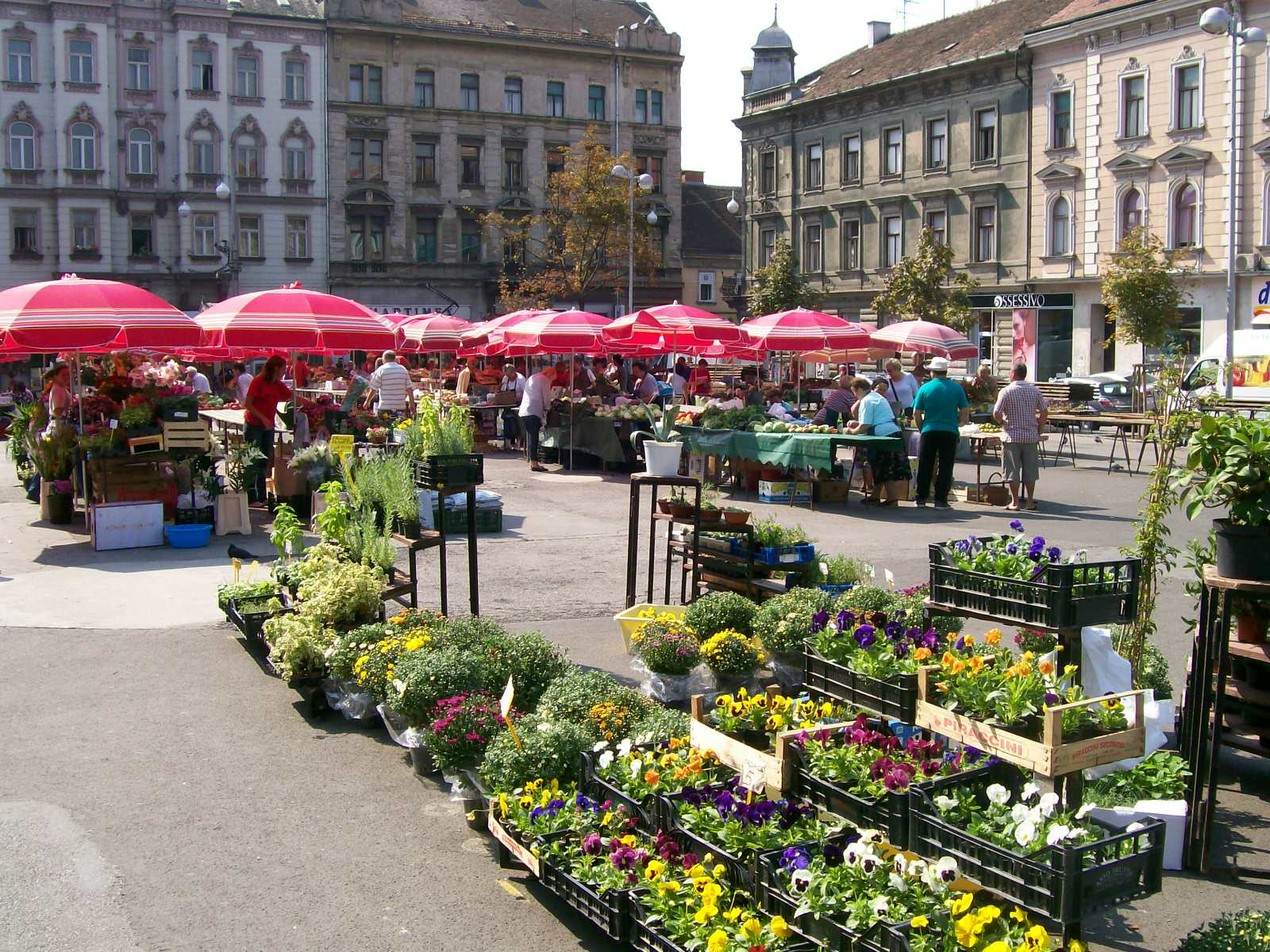
Växtförsäljning vid Brittiska torget 2008.

Brittiska torget (kroatiska: Britanski trg) är ett av de mer centrala torgen i Zagreb i Kroatien. Det ligger vid Ilica, väster om Ban Jelačićs torgs i Nedre staden. Det är ett av få torg i Zagreb som har en levande marknadsplats med försäljning av frukt, grönsaker, växter och annat. Varje söndag hålls här en loppmarknad och försäljning av antikviteter.

## Historik
Då torget anlades under 1800-talet fanns här ingen stadsbebyggelse. Torgets namn var ursprungligen Ilica-torget (Ilički trg) men kallades i folkmun för Ilički plac ("plac" från tyskans Platz som betyder torg).

### Fotnoter
1. ↑  Likecroatia.com (engelska)
2. ↑  Inyourpocket.com (engelska)
3. ↑  Zagreb.hr - utdrag ur romanen "Britanac" av Željko Senečić (kroatiska)